# Премьер-министр Саудовской Аравии
Премьер-министр Саудовской Аравии является официальным главой правительства. В Саудовской Аравии пост Премьер-министра занимает сам король или наследный принц. Эта должность была введена в 1953 году и существует по сегодняшний день.
Должность была создана вместе с Советом министров 9 октября 1953 года по указу короля Сауда. Из-за волнений в королевской семье по поводу его правления Сауд был вынужден назначить премьер-министром своего сводного брата, наследного принца Фейсала. Продолжающаяся борьба за власть между ними привела к отставке Фейсала в 1960 году, позволив Сауду вернуть бразды правления в свои руки, но продолжающееся недовольство привело к тому, что Фейсал вернулся на пост премьер-министра в 1962 году. После свержения Сауда в 1964 году Фейсал сменил его на посту короля, в то же время оставшийся премьер-министром. С тех пор две должности были объединены. Однако, со времени правления короля Халида появились де-факто премьер-министры. Нынешний — сын короля Мохаммед, главный помощник своего отца.

## Список премьер-министров
- Сауд ибн Абдул-Азиз Аль Сауд 9 октября 1953 — 16 августа 1954 (1 срок); 21 декабря 1960 — 31 октября 1962 (2 срок);
- Фейсал ибн Абдул-Азиз Аль Сауд 16 августа 1954 — 21 декабря 1960 (1 срок); 31 октября 1962 — 25 марта 1975 (2 срок);
- Халид ибн Абдул-Азиз Аль Сауд 29 марта 1975 — 13 июня 1982;
- Фахд ибн Абдул-Азиз Аль Сауд 13 июня 1982 — 1 августа 2005;
- Абдалла ибн Абдул-Азиз Аль Сауд 1 августа 2005 — 23 января 2015;
- Салман ибн Абдул-Азиз Аль Сауд 23 января 2015 — 27 сентября 2022;
- Мухаммед ибн Салман Аль Сауд 27 сентября 2022 — по настоящее время.